# Inodesmus
Inodesmus es un género de diplópodos de la familia Haplodesmidae.

## Distribución
Las especies de este género se pueden encontrar en Jamaica, Nueva Caledonia y en los estados australianos de Queensland, Nueva Gales del Sur, Victoria y Australia Meridional.

## Taxonomía
Agathodesmus, descrito por Silvestri en 1910, y Atopogonus, descrito por J. Carl in 1926, son vistos cómo sinónimos de Inodesmus.

### Especies
El género Inodesmus contiene las siguientes especies aceptadas:
- Inodesmus adelphus (Mesibov, 2013)
- Inodesmus aenigmaticus (Mesibov, 2013)
- Inodesmus agnus (Mesibov, 2013)
- Inodesmus anici (Mesibov, 2013)
- Inodesmus baccatus (Carl, 1926)
- Inodesmus bonang (Mesibov, 2013)
- Inodesmus bucculentus (Jeekel, 1986)
- Inodesmus carorum (Mesibov, 2013)
- Inodesmus chandleri (Mesibov, 2013)
- Inodesmus gayundah (Mesibov, 2013)
- Inodesmus hahnensis (Mesibov, 2013)
- Inodesmus jamaicensis (Cook, 1896)
- Inodesmus johnsi (Mesibov, 2009)
- Inodesmus kerensis (Mesibov, 2013)
- Inodesmus kirrama (Mesibov, 2013)
- Inodesmus millaa (Mesibov, 2013)
- Inodesmus morwellensis (Mesibov, 2013)
- Inodesmus parapholeus (Mesibov, 2013)
- Inodesmus quintanus (Mesibov, 2013)
- Inodesmus sagma (Mesibov, 2013)
- Inodesmus steeli (Silvestri, 1910)
- Inodesmus summus (Mesibov, 2013)
- Inodesmus urbanus (Romero-Rincon & Douch, 2024)
- Inodesmus yuccabinensis (Mesibov, 2013)